# Pontificio consiglio per la famiglia
Il Pontificio consiglio per la famiglia (in latino Pontificium consilium pro familia) è stato un dicastero della Curia romana.

## Funzioni
Venne istituito da papa Giovanni Paolo II con il motu proprio Familia a Deo Instituta nel 1981, sostituendo il precedente "Comitato per la famiglia" che era stato creato da Paolo VI nel 1973 e che era stato unito al Pontificio consiglio per i laici.
Il consiglio era responsabile per la promozione del ministero pastorale e l'apostolato della famiglia, in applicazione degli insegnamenti e degli orientamenti del magistero ecclesiastico, in modo che le famiglie cristiane siano aiutate a compiere la missione educativa ed apostolica a cui sono chiamate.
Al dicastero spettava il compito di promuovere e coordinare gli sforzi pastorali in ordine alla procreazione responsabile e di incoraggiare, sostenere e coordinare le iniziative in difesa della vita umana in tutto l'arco della sua esistenza, dal concepimento alla morte naturale.
Relativamente alla pastorale familiare e alla difesa della vita umana, i seguenti temi rientravano nella sfera di competenza del consiglio: la teologia e la catechesi della famiglia; la spiritualità coniugale e familiare; i diritti della famiglia e del bambino; la formazione dei laici impegnati nella pastorale familiare; i corsi di preparazione al matrimonio.
Il dicastero si occupava inoltre di altre questioni quali l'educazione sessuale, la demografia, la contraccezione e l'aborto, la sterilizzazione, le questioni etiche e pastorali riguardanti l'AIDS e altri problemi di bioetica; la legislazione relativa al matrimonio e alla famiglia, alle politiche familiari e alla tutela della vita umana.
Il comitato di presidenza del dicastero era composto da 15 cardinali e 12 arcivescovi e vescovi; 19 coppie di coniugi, provenienti da tutto il mondo, erano membri del dicastero, il quale si avvaleva anche della collaborazione di 43 consultori e 10 officiali.
Dal 1994, a richiesta delle diverse conferenze episcopali, il consiglio offriva corsi di aggiornamento per vescovi e agenti pastorali sul tema "Famiglia, vita e questioni etiche".
A partire dal 1994, anno della famiglia, il dicastero è stato responsabile per l'organizzazione degli Incontri mondiali delle famiglie svoltisi a: Roma (1994), a Rio de Janeiro 1997, a Roma (2000 nel contesto del Giubileo delle famiglie), a Manila (2003), a Valencia (2006), a Città del Messico (2009) e a Milano (2012).
Nel 1996 il Pontificio consiglio per la famiglia ha avviato la pubblicazione della rivista quadrimestrale, Familia et vita, contenente articoli di esperti (nelle lingue originali con sommari in cinque lingue) su argomenti che rientrano nell'area di competenza del dicastero. Il consiglio ha inoltre realizzato pubblicazioni, disponibili in diverse lingue, su temi attinenti alla famiglia e alla vita umana.
Con il motu proprio Sedula Mater del 15 agosto 2016 papa Francesco ne ha disposto la soppressione a partire dal 1º settembre 2016. Le sue funzioni sono esercitate dal nuovo Dicastero per i laici, la famiglia e la vita.

## Cronotassi

### Presidenti
- Cardinale Maurice Roy † (11 gennaio 1973 - 16 dicembre 1976 dimesso)
- Cardinale Opilio Rossi † (20 dicembre 1976 - 4 agosto 1981 dimesso)
- Cardinale James Robert Knox † (4 agosto 1981 - 26 giugno 1983 deceduto)
  - Cardinale Edouard Gagnon, P.S.S. † (7 luglio 1983 - 27 maggio 1985 nominato presidente del medesimo dicastero) (pro-presidente)
- Cardinale Edouard Gagnon, P.S.S. † (27 maggio 1985 - 8 novembre 1990 dimesso)
- Cardinale Alfonso López Trujillo † (8 novembre 1990 - 19 aprile 2008 deceduto)
- Cardinale Ennio Antonelli (7 giugno 2008 - 26 giugno 2012 ritirato)
- Arcivescovo Vincenzo Paglia (26 giugno 2012 - 15 agosto 2016 nominato presidente della Pontificia accademia per la vita e gran cancelliere del Pontificio istituto Giovanni Paolo II)

### Vicepresidenti
- Dott. Vittorio Bachelet † (1973 - 1976 dimesso)
- Vescovo Edouard Gagnon, P.S.S. † (10 dicembre 1976 - 1980 dimesso)
- Vescovo Kazimierz Jan Majdański † (19 gennaio 1980 - 1981 dimesso)
- Vescovo Jean-François Arrighi † (17 aprile 1985 - 5 novembre 1992 ritirato)

### Segretari
- Vescovo Francisco José Cox Huneeus, P.Schönstatt † (4 agosto 1981 - 22 gennaio 1985 nominato arcivescovo coadiutore di La Serena)
- Vescovo Elio Sgreccia † (5 novembre 1992 - 3 aprile 1996 dimesso)
- Vescovo Francisco Gil Hellín (3 aprile 1996 - 28 marzo 2002 nominato arcivescovo di Burgos)
- Vescovo Karl Josef Romer (13 aprile 2002 - 10 novembre 2007 ritirato)
- Monsignore Grzegorz Kaszak (10 novembre 2007 - 4 febbraio 2009 nominato vescovo di Sosnowiec)
- Vescovo Jean Laffitte, Comm. l'Emm. (22 ottobre 2009 - 1º settembre 2016)

### Sottosegretari
- Presbitero Pierre Primeau, P.S.S. (1982 - 1984 dimesso)
- Presbitero Francisco Gil Hellín (1985 - 3 aprile 1996 nominato segretario del medesimo dicastero)
- Monsignore Francesco Di Felice (1996 - 28 gennaio 2005 dimesso)
- Monsignore Jean Laffitte, Comm. l'Emm. (28 gennaio 2005 - 24 gennaio 2006 nominato vicepresidente della Pontificia accademia per la vita)
- Monsignore Carlos Simón Vázquez (9 febbraio 2008 - 1º settembre 2016)

### Segretari esecutivi
- Presbitero Gino del Bono, d. O. (1973 - 1976 dimesso)